# Cirò Marina
Cirò Marina è un comune italiano di 14 107 abitanti della provincia di Crotone in Calabria. Sorge sulla costa ionica dell'alto crotonese nell'area dell'antica colonia magnogreca di Krimisa e fino al 1952 ha fatto parte del comune di Cirò.
È nota per il vino Cirò DOC ottenuto dai vigneti composti dal vitigno Gaglioppo, per le Clementine di Calabria (prodotto IGP), e come località turistica balneare.

## Geografia fisica

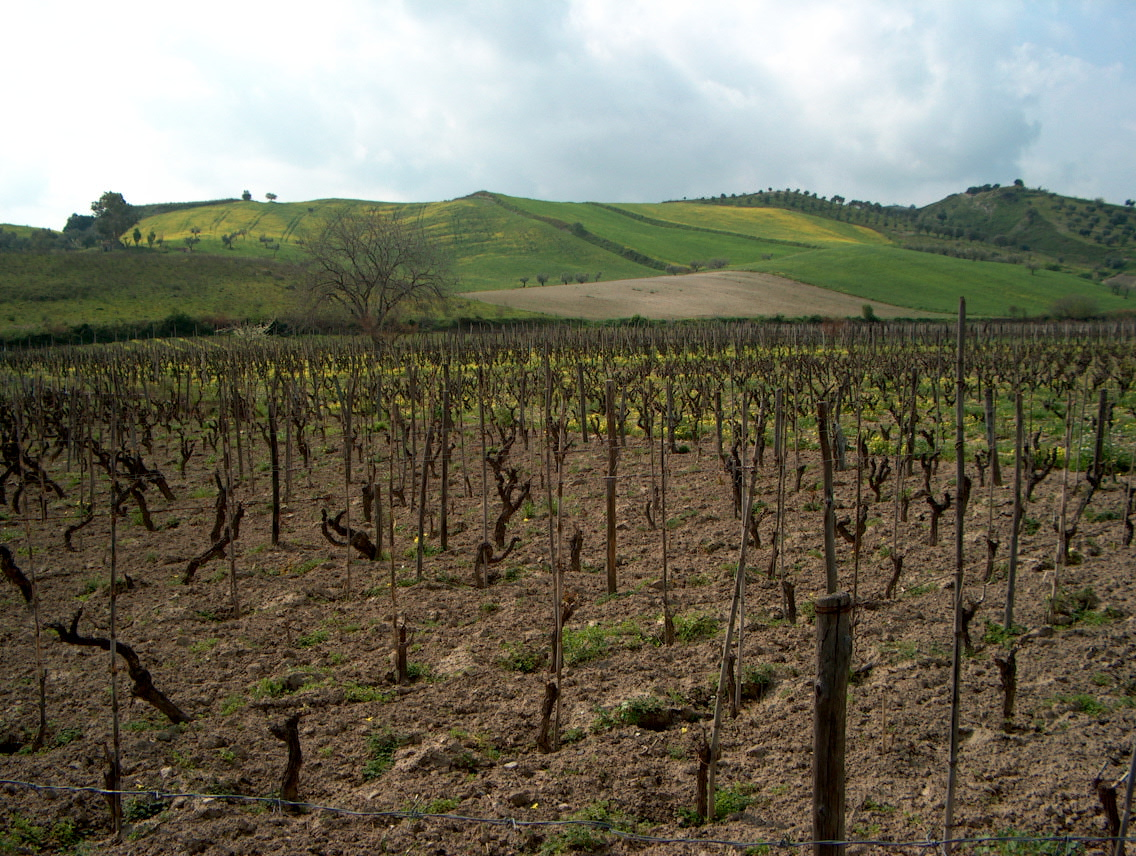
Vigneti a Cirò Marina.

## Storia
Il territorio del cirotano vede la presenza di comunità umane già dal Neolitico. Dal Bronzo medio, vengono occupati il sito di Motta, su un pianoro elevato che domina la valle del Lipuda e la costa, e quello di Madonna di Mare, di località Oliveto, Taverna, e Madonna d'Itria. Durante l'età del ferro, gli insediamenti sono posti in posizione più arretrata rispetto alla costa, sulla collina di Cirò (Cozzo Leone e colle Sant'Elia), in una fase indicata dalle fonti storiche antiche come caratterizzata dall'arrivo dei primi coloni greci riconducibili al mito di Filottete, che in questo territorio avrebbe fondato Krimisa ed il Tempio di Apollo Aleo, presso cui consegnò e consacrò il suo arco e le frecce ricevute da Eracle.
Dopo la fondazione di Kroton il territorio ne subisce l'influenza ed il controllo, risultando occupati ed ellenizzati i siti di Cozzo Leone e Sant'Elia, di Punta Alice, ed altri nuovi siti in località Taverna nella valle del Lipuda. Dopo la distruzione di Sybaris (510 a.C.), nel territorio cirotano, trovando in posizione strategica lungo l'asse costiero, si assiste ad un notevole sviluppo di insediamenti in particolare lungo l'area paralitoranea posta a dominio della foce del Krimisa potamos (Lipuda), con fitte evidenze archeologiche.
Con l'espansione dei Brettii nel territorio, nell'età ellenistica, il santuario di Punta Alice diviene il polo religioso di riferimento della popolazione italica stanziata tra Thurii e Crotone. i Bretti si stanziano in aree sparse lungo la pianura come attestato da diverse evidenze archeologiche.
Dopo la conquista romana della Calabra nell'età repubblicana, e con il progressivo smantellamento della rete insediamentale brettía, compiutosi nel corso del II sec. a.c.il Cirotano subì un forte colpo, sicché, assieme al popolamento sparso dell'interno, venne meno anche la fitta rete di fattorie raggruppate alle spalle del centro moderno dí Círò Marina. L'occupazione Romana sembra privilegiare in questa fase la statio di Paternum a Torretta di Crucoli ed il municipio di Petelia (Strongoli). Poco sembra cambiare durante l'epoca imperiale, salvo lo sviluppo di alcune ville rustiche sulle alture prospicienti la valle del Lipuda.
Durante le guerre puniche gli abitati Brettii di Krimisa furono predati e saccheggiata ad opera dei Romani e dei Cartaginesi, e poi smantellati durante l'età repubblicana. I nuovi insediamenti che si formavano lungo la costa del cirotano vennero distrutti diverse volte durante le guerre greco-gotiche. A causa di tali devastazioni e saccheggi, proseguiti lungo tutto l'alto medioevo, le aree costiere furono gradualmente abbandonate al loro destino e gli abitanti si rifugiarono sulle colline che rappresentavano un'ottima posizione strategica, contribuendo, così, a ripopolare il nucleo antichissimo dell'attuale cittadina di Cirò.
Dopo l'anno mille e la conquista dei normanni nell'Italia meridionale, le aree costiere vengono ad essere nuovamente occupate e coltivate, nonostante che la posizione lungo la viabilità costiera e le facilità di attracco rendessero il territorio facilmente aggredibile ed interessato da lotte di potere e tentativi conquista.
Nel 1115 Riccardo Senescalco, figlio del Gran Conte di Puglia e Calabria Drogone d’Altavilla fratello di Roberto il Guiscardo, entrambi da tempo defunti, sottoscriveva una concessione con la quale dava licenza e potestà all’abate Raimondo del cenobio di San Salvatore di Monte Tabor di poter ripopolare il Castro o borgo fortificato di Alichia (Castrum Licie), da molto tempo in abbandono. Concedeva anche un suo terreno situato “inter Liciam et Castellum, quod dicitur Psichro” ed un terreno posto in una valle vicino l’“ecclesiam S. Andreae Apostoli” (?) nella quale egli ricorda di avere soccorso largamente i poveri di quel contado in un tempo di grande carestia, avendola seminata per loro beneficio e per amore di Dio. Documentata è l'utilizzo della difesa o foresta regia di Alichia, presso l’odierna Punta Alice, dove vicino ad essa sorse nel Duecento l’abitato di Alichia che, secondo la testimonianza della sua stessa università, fu edificato e formato al tempo dell’imperatore Federico II (1194-1250).
Con la conquista degli Angioini nel Regno di Sicilia è attestata la presenza del regio palazzo di Alitio. In quanto simbolo della oppressione regia e feudale, venne devastato e distrutto, tanto che nel 1275 il re Carlo I d’Angiò ordinava al giustiziere di Val di Crati e Terra Giordana di perseguitare gli abitanti delle terre vicine e di costringerli a riedificare a loro spese il regio palazzo. Alichia allora aveva 2 331 abitanti. Due anni dopo la difesa di Alichia e quella di Crotone sono citate tra le nove foreste regie esistenti in Calabria.
Scoppiata la guerra del Vespro, nel 1283 Alichia fu devastata dagli Aragonesi che vi uccisero le persone più importanti, ferirono molti e altri dovettero fuggire. Alichia ed il suo palazzo furono concessi in feudo a diversi militi fedeli ai regnanti dell'epoca. Con il matrimonio tra Sibilla de Regio e Pietro Ruffo, primogenito del conte di Catanzaro Giovanni, nella prima metà del XIV secolo, Alichia e Ypsigrò passarono ai Ruffo. In un atto del 1334 è attestata per l'ultima volta l’esistenza dell’abitato di Alichia, come che poi spopolò e non rimase più traccia. La foresta, il palazzo, i diritti e le altre proprietà feudali rimasero legati alle vicende della casata dei Ruffo e andarono a far parte del feudo di Ypsigrò, con quest'ultima denominazione che nel corso del tempo divenne dapprima Zirò e infine Cirò.
Dopo le guerre napoleoniche e l'eversione dalla feudalità, ed il mutato clima nel Regno delle Due Sicilie, si verificarono le condizioni per la nascita di una nuova comunità nei territori della Marina, grazie anche alla quotizzazione di alcuni terreni demaniali, che vennero assegnati a contadini indigenti. Questa partecipazione dei ceti popolari alla trasformazione produttiva del territorio cirotano venne testimoniata altresì dalla nascita, nel 1859, di una Cassa popolare di prestanze agrarie a favore degli agricoltori in difficoltà.

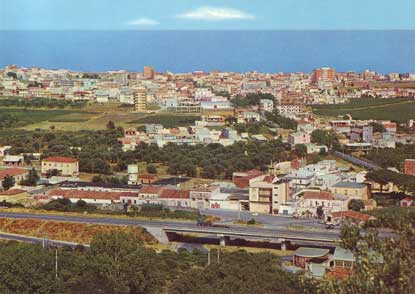
Cirò Marina in una foto dei primi anni'90 del Novecento

Dall'Unità d'Italia alla seconda guerra mondiale la Marina di Cirò andava man mano sviluppandosi a scapito del comune collinare: nel dopoguerra la Marina aveva già una popolazione più numerosa dell'abitato collinare di Cirò, ponendosi le condizioni per il distacco dal centro antico. La separazione consensuale si verificò con delibera del 31 dicembre 1951 da parte del Consiglio comunale di Cirò.

### Simboli

Il gonfalone comunale

Lo stemma ideato dall'artista locale Emilio Frangone è diviso in due parti: il primo bianco con la testa di Bacco al naturale, posta di profilo; il secondo rosso con il tripode d'oro. Sotto lo scudo, su lista rossa con le estremità bifide svolazzanti, in caratteri maiuscoli romani in nero: Mari Felix Meroque. I colori utilizzati per il fondo richiamano il vestito degli antichi greci-italioti: il bianco ricorda la tunica, il granato il caratteristico mantello. L'iscrizione, Mari Felix Meroque, di monsignor Antonino Terminelli, celebra la ricchezza della zona il cui vanto è costituito dal mare e dal vino. Al vino rimanda anche la figura di Bacco, la cui capigliatura è formata da grappoli d'uva. Il tripode, invece, è un omaggio allo spirito sportivo che animò la cittadina fin dal suo primo sorgere.

## Monumenti e luoghi d'interesse

### Architetture religiose

#### Chiesa di San Cataldo

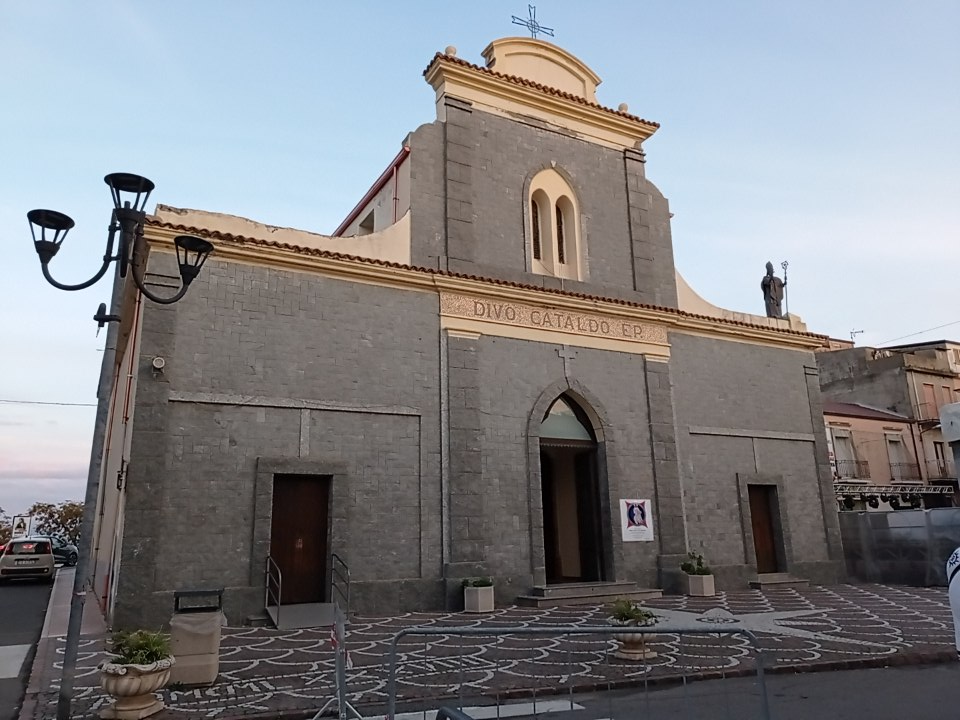
La chiesa di San Cataldo.

Dedicata a san Cataldo, patrono del paese, fu canonicamente eretta nel 1901. L'edificio, risalente al 1903 e ampliato nel 1950, sorge nella centrale piazza Armando Diaz, nell'area dove si formò il primo sito abitato della cittadina, noto come Baracca. L'interno trinavato è scandito da due arcate. La navata centrale è affrescata con immagini sacre e presenta un soffitto a capriate in legno. La zona absidale semicircolare, anch'essa con dipinti su sfondo oro, racchiude l'altare maggiore a muro in marmi policromi con al centro la statua della Vergine con il bambino. Una delle cappelle laterali è dedicata a san Cataldo. Una particolare attenzione meritano sia il portale di bronzo, che celebra la storia locale della cittadina, realizzato nel dicembre del 2002 dallo scultore locale Elio Malena, sia i mosaici che impreziosiscono le pareti interne della chiesa.

#### Santuario Maria Santissima d'Itria
Sorge dove un tempo era il castrum di Licia, Alice o Alichia lungo la strada per Cirò e prende il titolo dall'appellativo bizantino Odeghitria, cioè "Guida - Condottiera". Il suo antico titolo "Sancta Maria de Illirìa", cioè Santa Maria dell'Illiria, (l'Illiria è il sud dell'attuale Albania) testimonia la provenienza dell'antica icona originaria (andata perduta) scampata come molte altre alla lotta iconoclasta. Fu Commenda templare e poi affidata ai Cavalieri di Malta dalla sospensione dell'Ordine del Tempio fino alle soppressioni napoleoniche. La chiesa è documentata in un privilegio di metà XV secolo.
Era sede di una grandiosa fiera fino a tutto il Settecento, il 14 settembre, giorno della festa della Madonna d'Itria. Il Servo di Dio Eugenio Raffaele Faggiano, vescovo passionista di Cariati, nel 1940 mise la prima pietra per la riedificazione del diruto santuario, e lui stesso, secondo il suo desiderio, dal 1982 riposa nel santuario, risorto e retto dai padri passionisti suoi confratelli. Al suo interno è custodita una tela in stile iconografico-bizantino della Vergine con il Bambino (autore ignoto dell'Ottocento). Di pertinenza della chiesa sono un salone per convegni, una biblioteca (aperta su richiesta) e una sala lettura. Il Santuario ha un proprio sito internet.

#### Chiesa di Madonna di Mare
Si trova a fianco della struttura dei Mercati Saraceni, a circa 4 km dal paese, sul terrazzo che sovrasta il Capo dell'Alice. È stata eretta poco prima del 1638 su iniziativa del vescovo di Umbriatico Antonio Ricciulli, che sollecitò il feudatario, marchese di Cirò - il Principe di Tarsia D. Ferdinando Spinelli - a costruire la Chiesa sul “Capo della Lice” a beneficio dei pescatori, pastori e contadini che spesso si incontravano in quel luogo per i loro affari e nei giorni festivi non potevano assistere al sacrificio della messa, essendo il luogo distante quattro miglia dall'abitato. Il principe spontaneamente si impegnò a far costruire a sue spese una cappella sul luogo, nella maniera indicata dal vescovo. Per dare la possibilità di celebrare, la dotò di una rendita di ducati cinquanta, in modo da pagare un prete secolare, designato dal vescovo, il quale potesse ascoltare le confessioni e celebrare nei giorni di domenica e nelle festività. Oggi è dedicata alla Regina del Cielo. Degna di nota è una tela di autore ignoto che riproduce l'effigie della Vergine.

#### Altre chiese
- Chiesa di San Nicodemo abate. Di impianto moderno, si ispira alla tenda ebraica, a simboleggiare che la Chiesa è in continuo cammino. L'interno a unica navata con zona absidale asimmetrica presenta, al centro, la mensa eucaristica in marmo. Il crocifisso centrale è stato spostato sulla destra dopo l'aggiunta nel 2011 di un mosaico dell'Ultima Cena.
- Chiesa di Sant'Antonio. È stata costruita nel 1999 ed è in stile moderno. L'edificio, che ricorda la forma di una pagoda, ha la copertura in legno e ampie vetrate. L'interno, mononavato con soffitto ligneo, presenta al centro una mensa eucaristica, in marmo, alle cui spalle si erge un crocifisso in bronzo. Degna di nota la grande vetrata circolare a tessere multicolore.
- Chiesa di San Giuseppe. Edificio costruito tra il 2009 e il 2011, inaugurato il 17 marzo 2011. L'edificio ha la copertura in legno e ampie vetrate, dietro l'altare vi è un affresco che raffigura San Giuseppe lavoratore dipinto dall'artista cirotano Elio Malena.
- Chiesa di San Michele. Piccolo edificio religioso di costruzione moderna, posto nella zona Lipuda. Attraverso un semplice portale si accede all'unica navata con un altare in marmo e scanni alle pareti.
- Chiesa di San Francesco di Paola. Fu aperta al culto nel 1961 e abbellita con finestre istoriate nel 1988. Vi si accede da un semplice portale rettangolare e si caratterizza per un'alta struttura a vela in cui è custodita una campana.
- Cappella di Santa Lucia. Piccolo edificio con campanile a vela posizionato sul timpano. Quest'ultimo e il portale rettangolare sono gli unici elementi decorativi della facciata. L'aula liturgica custodisce una statua di Santa Lucia che è collocata in una nicchia dietro la mensa eucaristica. La prima Chiesa a S. Lucia fu edificata da due santi fratelli sacerdoti, i fratelli Cristiano, uno Curato di Cirò Marina, l'altro Canonico Teologo di Cariati (a don Raffaele Cristiano, uno dei due, è dedicata una via in Cirò Marina), vissuti tra la fine dell'Ottocento e i primi del Novecento. Dopo la loro morte, la chiesa fu demolita e spostata.

#### Statua del Cristo
Nei pressi del santuario dedicato alla Madonna dell'Itria, su un colle che domina un ampio panorama, è stata posta una grande statua di Cristo nell'atto di benedire l'abitato sottostante. Poggia su un basamento in cemento, costituito da un blocco rettangolare sovrastato da uno quadrato.

#### Monumento a Santa Rosa Gattorno
Sul Lungomare Stefano Pugliese Sud è stata collocata, nel 2000, una statua in bronzo posta su un basamento in marmo bianco, raffigurante la religiosa che ha fondato l'ordine delle Figlie di Sant'Anna. Suor Rosa fu beatificata proprio nel 2000 da papa Giovanni Paolo II.

### Architetture civili

#### Mercati Saraceni

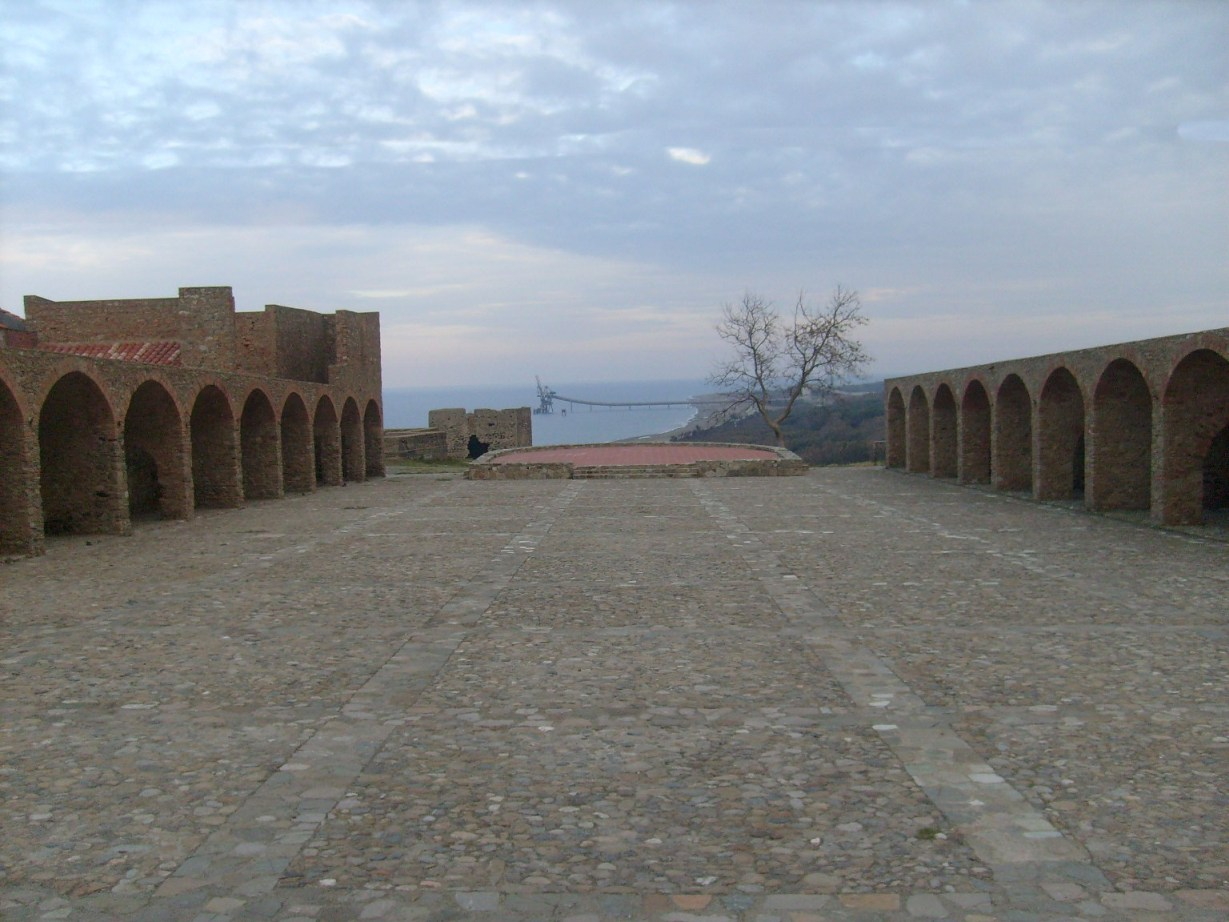
Mercati Saraceni

Un beneficio religioso di origine settecentesca venne creato, nella località oggi denominata Madonna di Mare, per iniziativa dei feudatari principi di Tarsia. Essi ottennero la possibilità di organizzare qui una fiera dall'1 al 3 maggio. Proprio in questa località, infatti, si trova il complesso mercantile che nel corso del Settecento fu sede di quella fiera, una delle più importanti del comprensorio, la fiera di Santa Croce, che richiamava, per la ricchezza e la qualità delle mercanzie, le vicine popolazioni arberesh (Carfizzi, San Nicola dell'Alto, Pallagorio). All'inizio del XIX secolo, a causa delle invasioni turche che interessarono l'intera fascia ionica, la fiera venne interrotta. G.F. Pugliese - che era vivente all'epoca de fatti - narra infatti che nel 1802 durante la Fiera, presente una numerosa comunità di mercanti, venne cannoneggiata da grosse navi barbaresche. Forse per questo i mercati portano il nome di mercati saraceni, anche se il Pugliese non usa questa denominazione, che dovrebbe essere sorta successivamente.
Sono formati da due file di arcate in pietra che un tempo servivano al posteggio-merci, dopo la loro ristrutturazione, ultimata nel 1990, sono divenuti scenario di attività artistiche e teatrali. Durante la festa patronale, che si svolge dall'8 al 10 maggio, la statua di San Cataldo viene portata in questo luogo, dove rimane all'interno di una chiesetta per un'intera notte.

#### Fontana del Principe
Situata a Nord-Est del castello Sabatini, a ridosso della S.S. 106, è una fontana ottocentesca a specchio con tre archi sui quali è apposta una lastra di marmo, contenente lo stemma dei nobili signori Spinelli.

#### Palazzi Porti
Risale all'Ottocento, si trova in piazza Diaz, sono ospitati il Museo civico archeologico e gli uffici della Soprintendenza. Su due livelli, si caratterizza per i ricchi frontoni che adornano i balconcini balaustrati. Gli angoli sono rinforzati da finte paraste scanalate terminanti con capitelli aggettanti finemente decorati con stucchi. Diversi i punti di accesso tutti di forma rettangolare, tranne il portale principale che ha un arco a tutto sesto. Il tetto terrazzato è in parte occupato da un'ala rialzata, adibita a mostre, convegni e incontri.

#### Palazzo Siciliani
È un'imponente costruzione in pietra facciavista su due livelli. Al piano terra si apre il grande portale con arco a tutto sesto. Degni di nota i balconcini in ferro battuto e le cornici in pietra delle finestre. È ubicato in Via Vittorio Emanuele.

#### Palazzo Caparra
Si eleva su tre livelli è stato più volte rimaneggiato. Nel corpo centrale si nota una costruzione tipo torretta, ha una corte a cielo aperto, sorge in via Tirone.

#### Palazzo Godano
Palazzo Godano (XVIII secolo), già sede vescovile della Diocesi di Umbriatico, si trova in via Mandorleto.

#### Monumento a Giuseppe Gangale
Al filosofo e glottologo Giuseppe Gangale è stato eretto un busto collocato su un basamento rivestito in lastre di marmo. A lato, su un blocco di pietra grezza, sono scolpiti alcuni libri. Il monumento è posto nella villetta sul Lungomare Stefano Pugliese alle spalle della chiesa principale. Realizzato dall'artista Raffaele Elio Malena.
Altro monumento dedicato al glottologo G. Gangale - progetto arch. Mario Patanisi- si trova all'interno del cimitero comunale raffigurante un portale ed ai piedi dello stesso vi è depositata un'urna funeraria.

#### Monumento ai Caduti
Ai caduti di tutte le guerre è stato innalzato un monumento che si compone di un alto basamento rivestito in marmo su cui è collocata una statua della Vergine con il Bambino. Per i marinai morti in mare è stata inserita una grande ancora in ferro.

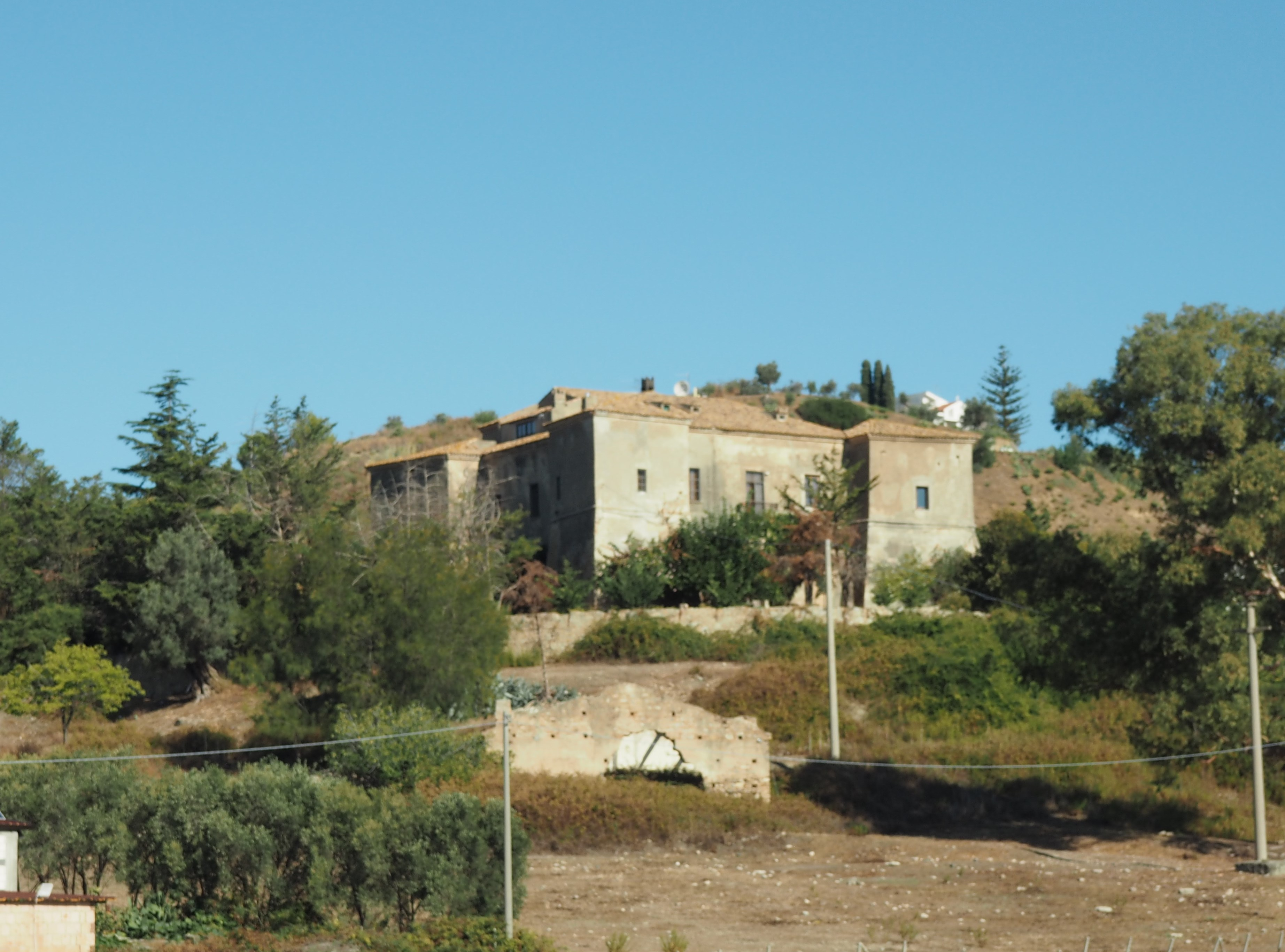
Castello del Principe

### Architetture militari

#### Castello Sabatini
È una costruzione di tipo militare a pianta quadrilatera con torri angolari speronate.
Edificato nei primi decenni del XVI secolo dai Carafa marchesi di Cirò, è noto pertanto anche come castello dei Carafa, fu nel tardo Settecento trasformato dagli Spinelli, feudatari principi di Tarsia, che del manufatto militare fecero un'elegante dimora gentilizia. Il castello fu acquistato dalla famiglia Sabatini nel 1845 dalla quale prende oggi il nome.
Il castello è anche noto come Castello del Principe.

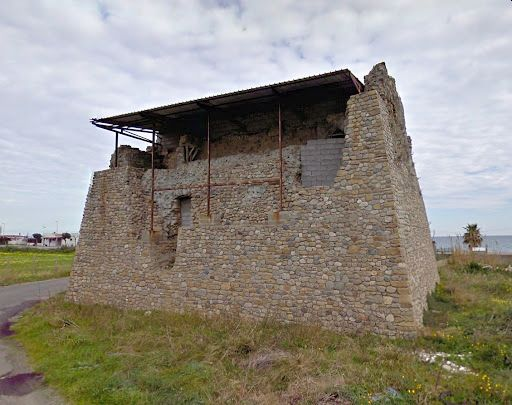
Torre nuova

#### Torre Nuova (o Torrenova)
Costruita nel 1596 per volontà del marchese Vespasiano Spinelli, è situata nella contrada Brisi. La struttura rappresenta, insieme alla Torre Vecchia, il cardine di un sistema difensivo e di avvistamento.
Il Valente parla di un’incursione turchesca respinta nel 1697, di un’incursione senza resistenza nel 1707, e di un’incursione e conquista nel 1805.
La torre a pianta quadrata, di 16 metri di lato, con base a scarpa collegata senza raccordo, non presenta “...nessun segno di caditoie anche forse cancellate da evidenti restauri.”

#### Torre Vecchia (o Torre del Capo della Lice)

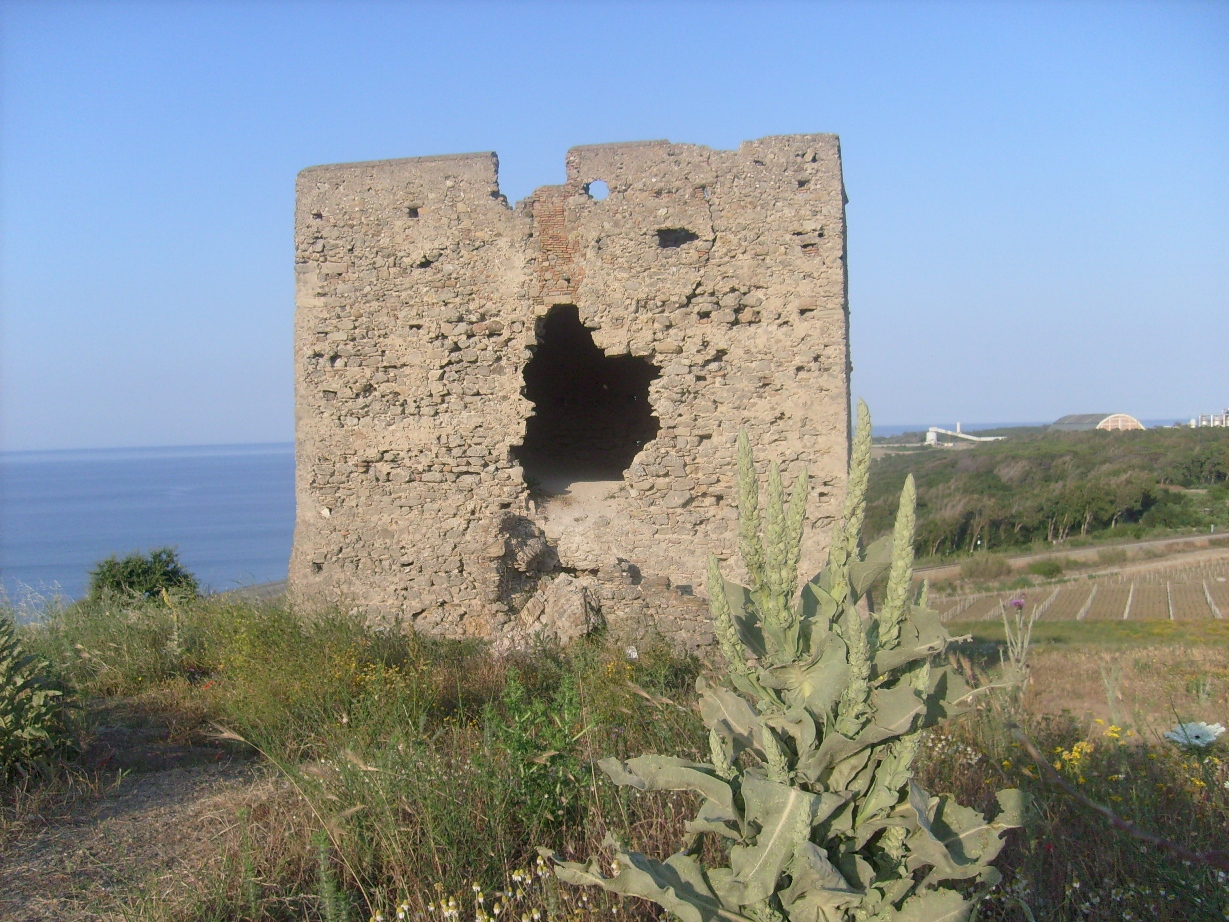
Torre vecchia

Lungo il pendio che unisce Madonna di Mare alla costa si trova una torre di avvistamento a pianta quadrata, costruita proprio in seguito alle prime invasioni saracene. È detta "Torre Vecchia", sia perché è stata tra le prime ad essere costruita nel Regno di Napoli, essendo già esistente ed utilizzata nel 1586, per poi essere indicata poco dopo nel 1591 come "Torre del Capo della Lice", e sia perché si ritiene essere stata costruita sui ruderi di una torre più antica.
Le prime notizie certe riguardanti la torre risalgono al 1569, anno in cui è torriero Giovanni Dias; nel 1598 la torre viene assalita ed occupata da Bascià Cicala. Si conoscono poi i nomi dei torrieri nel 1601, 1661, 1668; nel 1741 la ritroviamo in un elenco di torri da riparare. Di forma quadrata di 10 metri di lato, come tale riportata anche nelle mappe Rizzi-Zannoni, a leggera scarpa raccordata senza cordolo.

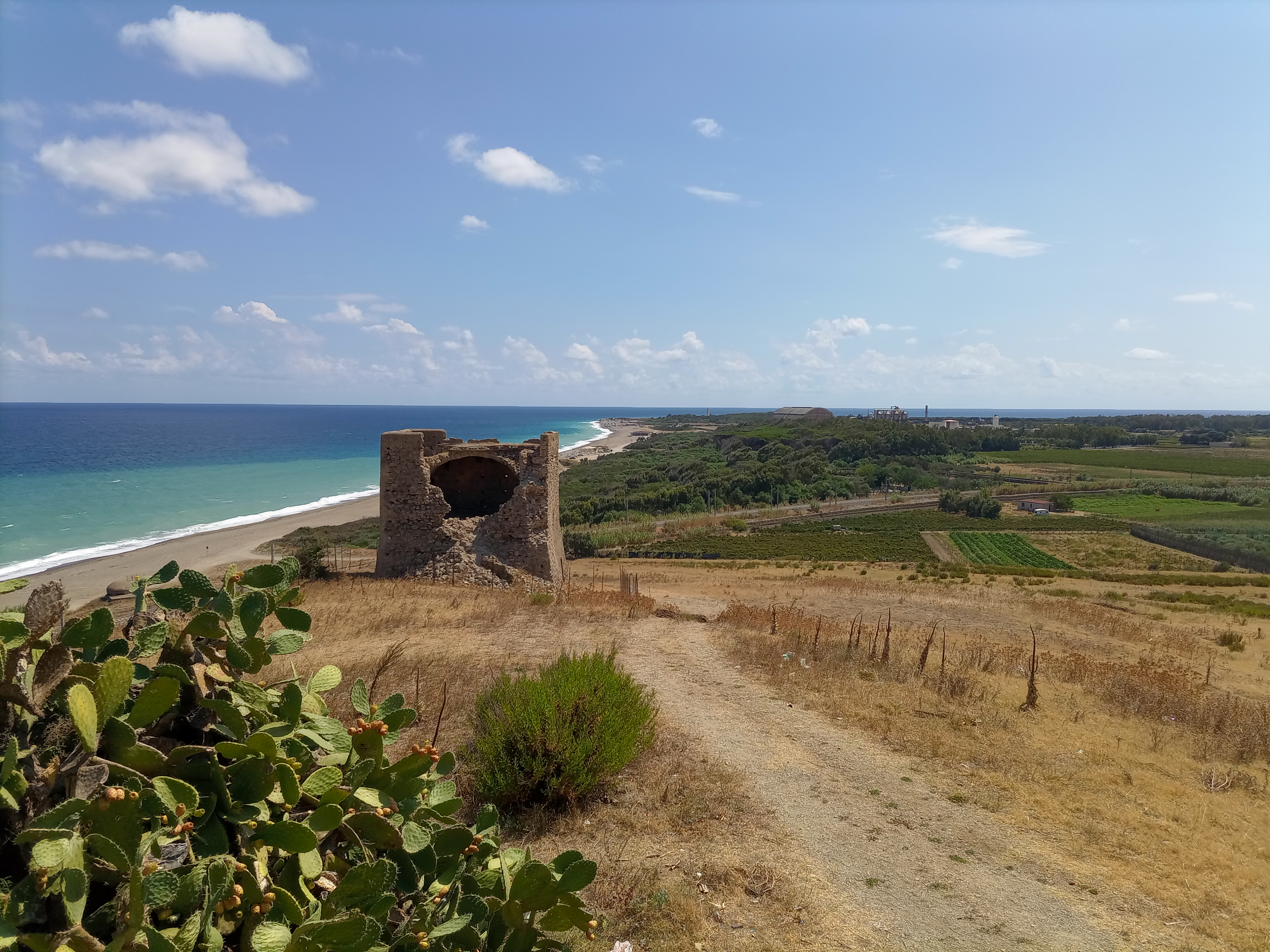
Vista sulla Torre Vecchia e sul Capo di Punta Alice

È caratterizzata da due livelli coperti entrambi da volta a botte; al piano superiore si accedeva da un’apertura soprelevata, posta sulla parete a monte, alla quale si arrivava mediante una rampa fissa in muratura, forse caratterizzata da un ultimo tratto mobile, testimoniato dalla presenza di una stretta feritoia murata al di sopra dell’apertura di ingresso. Tramite una scala interna, realizzata nel vivo della muratura, si accedeva al livello del terrazzo, dove era posta l’artiglieria. Delle due pareti a mare, quella sul tratto di costa-est risulta priva di aperture; quella sul tratto di costa-nord presenta una piccola finestra. Sulla restante parete a monte, è ancora visibile una stretta feritoia murata. La torre è posta su un leggero dislivello; il piano inferiore risulta, pertanto, in parte esterno ed in parte seminterrato. Sono sicuramente successive le aperture esterne che portano ai locali di questo primo livello. La volta a botte che copre il livello seminterrato è ordita in direzione est-ovest; quella del primo livello in direzione nord-sud. La muratura è stata realizzata in materiale locale costituito da pietrame di diversa pezzatura.
Nel 2009, probabilmente a causa delle forti piogge, sono crollati una parte del tetto e gran parte della parete sovrastante la scala esterna.

#### Torre di Pozzello
Ricade nel territorio del comune di Ciro' Marina, nella località omonima, in posizione leggermente arretrata rispetto al tratto di costa, non molto distante dal Casino del Principe (Castello Sabatini) e dalla Torre Nuova. La torre non è in contatto visivo con le altre fortificazioni vicereali. Di probabile natura feudale si ritiene costruita nel XII-XIII sec. in epoca antecedente al periodo viceregnale, doveva servire al controllo della via di transito che costeggiava il Torrente Lipuda.
È una torre quadrata con pareti verticali, costituita da pietrame di varia pezzatura, ed in alcuni tratti sono ancora visibili tracce di buche pontaie ed un accenno di cornice orizzontale.
Non è riportata nella cartografia Rizzi-Zannoni, quindi non è da includere tra le Torri costiere del Regno di Napoli.

## Siti archeologici
Numerosi sono i siti archeologici, con presenze umane già attestate dall'età neolitica. Dal Bronzo medio, vengono occupati il sito di Motta, su un pianoro elevato che domina la valle del Lipuda e la costa, e quello di Madonna di Mare, di località Oliveto, Taverna, e Madonna d'Itria. Poche le presenze attestate nell'età del ferro, e poste in posizione più arretrata rispetto alla costa sulla collina di Cirò (Cozzo Leone e colle Sant'Elia) in una fase indicata dalle fonti storiche antiche caratterizzata dall'arrivo dei primi coloni greci riconducibili al mito di Filottete, che in questo territorio avrebbe fondato Krimisa ed il Tempio di Apollo Aleo, presso cui consegnò e consacrò il suo arco e le sue frecce ricevute da Eracle.
Dopo la fondazione di Kroton il territorio ne subisce l'influenza ed il controllo, risultando occupati ed ellenizzati i siti di Cozzo Leone e S.Elia, di Punta Alice, ed altri nuovi siti in loc. Taverna nella valle del Lipuda. Dopo la distruzione di Sybaris (510 a.C.), il territorio cirotano, trovandosi in posizione strategica lungo l'asse costiero, ha notevole sviluppo insediamentale in particolare lungo l'area paralitoranea posta a dominio della foce del Krimisa potamos (Lipuda), con un fitte evidenze archeologiche (Casoppero, Punta Alice, Castello Sabatini, Valle Lumia, ecc.)
Con l'occupazione dei Brettii nel territorio, nell'età ellenistica, il santuario di Apollo Aleo di Punta Alice diviene il polo religioso di riferimento anche della popolazione italica stanziata tra Thurii e Crotone. i Bretti si stanziano in aree sparse lungo la pianura come attestato da diverse evidenze (tomba monumentale di Casino Oliveto del III-II sec. a.c., loc. Franza e Capella, Briso, Casoppero, Fatagò, Amendoleto, Taverna, Castello Sabatini, Bivio Alice, San Gennaro, Ceramidio).
Dopo la conquista romana della Calabria nell'età repubblicana, e con il progressivo smantellamento della rete insediamentale brettía, compiutosi nel corso del II sec. a.c., il Círotano subì un forte colpo sicché, assieme al popolamento sparso dell'interno, venne meno anche la fitta rete di fattorie raggruppate alle spalle del centro moderno dí Círò Marina località. Le maggiori evidenze sono state rinvenute in Loc. Cannarò, Trapano, Madonna di Mare e Casino Oliveto. L'occupazione Romana sembra privilegiare in questa fase la statio di Paternum a Torretta di Crucoli ed il municipio di Petelia (Strongoli). Poco sembra cambiare durante l'epoca imperiale, salvo lo sviluppo di alcune ville rustiche sulle alture prospicienti la valle del Lipuda (loc. Carrocceddu, Taverna, Monte Anastasia).

### Tempio di Apollo Aleo
Durante gli scavi del 1924 l'archeologo Paolo Orsi, individuò in località Punta Alice, l'antico tempio arcaico dedicato ad Apollo Aleo.
Che in località Punta Alice fosse già presente un'area di culto non ancora strutturata, almeno a partire dalla fine del VII secolo a.C. sembra confermato da una serie di manufatti tipici quali l'idoletto schematico in argento, il kouros dedalico e la statuina fittile di tipo locrese, rinvenute sul posto. Soltanto dopo la metà del VI secolo a.C. si monumentalizza l'area sacra di Punta Alice con la costruzione del tempio dedicato ad Apollo Aleo.
Alla fine del VI secolo a.C. il tempio dedicato ad Apollo Aleo era costituito da una cella (naos) fortemente allungata 27x7,90 metri, orientata in senso est-ovest, completamente aperta sul lato orientale e divisa in due navate da un colonnato di cui restano le basi lapidee. Tutte le colonne, esterne ed interne, si suppone fossero in legno. La cella era conclusa ad ovest da un ambiente quadrangolare (adyton) chiuso da un muro divisorio ed articolato da quattro pilastri. Questo spazio conteneva la statua di culto del dio Apollo. La struttura era formata da un basso zoccolo costituito da due filari di blocchi di calcare, su cui poggiavano i muri in mattoni crudi. L'area sacra di Punta Alice rimase fino al IV secolo a.C. in orbita krotoniate, come del resto la città di Krimisa.
La struttura venne ampliata alla fine del IV secolo a.C., quando dopo la conquista di Krimisa da parte delle popolazioni brettie, l'edificio venne trasformato in un periptero dorico di maggiori dimensioni, lungo 46 metri e largo 19. Il nuovo edificio brettio completamente in pietra, fu circondato da otto colonne sui lati brevi e diciannove su quelli lunghi. La cella arcaica fu inglobata nel nuovo edificio, mentre il colonnato fu raddoppiato solo sul lato orientale. La seconda fase del Tempio di Apollo Aleo documenta invece gli ultimi interessanti sviluppi dell'architettura dorica templare in occidente, costituendo l'unico edificio periptero postclassico noto.
Il reperto più noto emerso dagli scavi archeologici è costituito dalle alcune parti dell'acrolito di Apollo Aleo, e precisamente testa, entrambi i piedi e parte della mano, oggi esposti al Museo Archeologico Nazionale di Reggio Calabria; la tecnica acrolitica permetteva di rendere gli dei ellenici più vicini alla realtà quanto a fisionomia, attributi e abbigliamento. La rappresentazione vedeva realizzati in marmo solo la testa e gli arti, mentre il corpo era in legno o semplicemente un’impalcatura poi rivestita di tutto punto. È stato realizzato da un artista greco tra 440 e 430 a.C., e rinvenuto nel naos (cella) del tempio.
La tradizione narra che l'Apostolo Pietro, approdato su questi lidi durante un suo viaggio da Antiochia a Roma, fondò sui resti di un tempio pagano, appunto il Tempio di Apollo Aleo, il primo insediamento cristiano chiamato "Santa Croce".
Nel 2012 la Regione Calabria ha finanziato la valorizzazione dell'area archeologica - progetto arch. Mario Patanisi - ormai da anni abbandonata, con un importo di 700 000 euro.
Il 1º aprile 2015 dopo 91 anni la testa, i piedi, e la mano dell'Acrolito di Apollo sono tornati a Cirò Marina in occasione dell'inaugurazione del museo cittadino.

### Aree naturali e Ville comunali
- Pineta: ubicata a ridosso della fascia costiera che da Punta Alice si estende fino a Madonna di Mare, ricopre una parte di territorio pari a circa 62 ettari. Da dicembre 2011 il sindaco con un'ordinanza ha vietato l'accesso all'interno con mezzi meccanici[27]. Il 1º maggio 2013 è stato inaugurato il Bosco dei Cacci, area pic nic attrezzata all'interno della Pineta[28].
- Parco Giochi (Zona Punta Alice)
- Villetta Comunale (Via Roma)
- Lungomare sud - Via Torrenova
- Villetta Via Stilo
- Villetta Sant'Antonio
- Villetta San Giuseppe
- Villetta Giuseppe Gangale

## Società

### Evoluzione demografica
Abitanti censiti

### Etnie e minoranze straniere
Gli stranieri residenti a Cirò Marina al 1º gennaio 2023 sono 844. Le nazionalità più numerose sono le seguenti:
- Romania - 318
- Marocco - 142
- Albania - 135
- Ucraina - 79
- Cina - 33
- Bulgaria - 24
- Polonia - 19

## Cultura
La nuova Biblioteca Comunale Capoano-Scarpelli è stata inaugurata nel 2013.

### Museo Civico
Il museo civico ha sede presso Palazzo Porti, ristrutturato nel 1985 e allestito a usi museali nel 1999. Il piano terra custodisce materiali provenienti dal tempio di Apollo Aleo rinvenuti negli scavi di Punta Alice, in particolare il calco della testa di Apollo e dei piedi (la testa marmorea originale e i piedi risalenti al 440 a.C. sono conservati nel Museo Archeologico Nazionale di Reggio Calabria). Al primo piano è ospitata una mostra fotografica e cartografica sull'archeologia subacquea calabrese degli ultimi trent'anni.
Museo della Lince
Istituito nel 70 anniversario dell'affondamento della nave Lince avvenuto il 28 Agosto 1943 , al suo interno sono presenti resti rinvenuti sulla costa di Cirò Marina
Museo di Arte Marinara
Museo della Vite e del Vino Librandi

### Teatro Alikia
Il Teatro-Centro Polivalente "Alikìa" è stato inaugurato nel 2009 e riaperto nel 2015.. Si tratta di una struttura polivalente con una superficie coperta di circa 700 metri quadri, che funge anche da auditorium e centro congressi. La capienza è di circa 300 posti a sedere, aumentabili fino a 450.
Cirò Marina vanta anche la Compagnia Teatrale Krimisa, nata dal 1981, che ha contribuito al recupero di tradizioni, usi e costumi tipici grazie alle commedie in vernacolo.

### Cucina

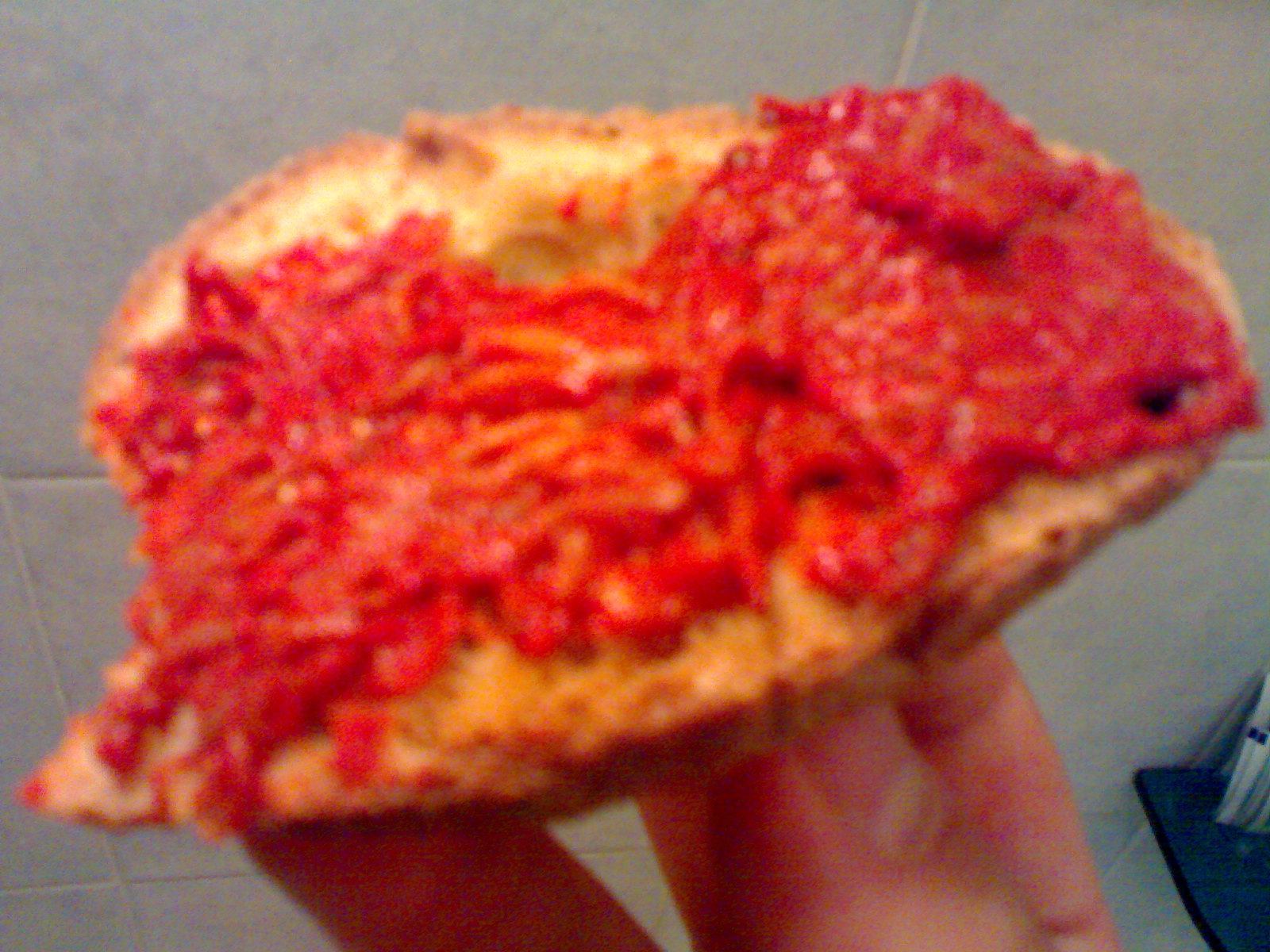
Sardella

#### Il vino Cirò Doc
I primi coloni greci sbarcati sulle coste cirotane rimasero impressionati dalla fertilità di questa terra, per questo motivo fu chiamata Enotria e cioè terra dove si coltiva la vite alta da terra. I contadini ellenici portarono nuovi vigneti da impiantare: sono infatti di probabile origine greca alcuni tipi di vite ancora presenti sia sul suolo calabrese come il gaglioppo e greco bianco.
Il vino prodotto chiamato Cremissa, divenne il vino ufficiale delle Olimpiadi e probabilmente è stato il primo esempio di sponsor secondo l'attuale definizione. La tradizione è stata riportata in auge, soprattutto per rilanciare l'immagine del Vino Cirò, alle Olimpiade di Città del Messico nel 1968 dove tutti gli atleti partecipanti hanno avuto la possibilità di gustare il Cirò come vino ufficiale.
È il primo vino calabrese ad avere la Denominazione di Origine Controllata dal 1969.
La fase di maggiore crisi della viticoltura calabrese e cirotana si manifestò nell'Ottocento con l'arrivo della fillossera, che causò la decimazione dei vigneti e la quasi scomparsa delle coltivazioni. In questi ultimi anni il Cirò, soprattutto nella tipologia Rosso, sta riacquistando la sua antica grandezza anche per merito di numerose aziende che hanno saputo rinnovarsi, pur non rinnegando la tradizione, sia per quanto riguarda i vitigni veri e propri che per le tecniche di vinificazione.

### Eventi
- Festa di San Cataldo - dal 7 al 11 maggio
- Festa della Madonna del Carmelo - dal 14 al 16 luglio
- Festa di Sant'Antonio - dal 10 al 13 giugno
- Fiera di ottobre - 16 e 17 ottobre
- Focareddri di San Giuseppe - 18 marzo
- Cirò Arte - agosto
- Calici di Stelle - agosto
- Spiagge Pulite - agosto
- Sagra del pesce azzurro - agosto
- BiciInCittà - maggio
- Premio Filottete - agosto

## Economia
La cittadina si è sviluppata nella seconda metà del XX secolo per la crescita dei settori agricolo e peschereccio, con le relative industrie di trasformazione. Sono sorte inoltre attività artigianali e ricreative, legate al turismo balneare.
Negli anni settanta su Punta Alice è sorto lo stabilimento della "Sali italiani" del gruppo Montedison, ora inattivo, mentre l'Agip ha scoperto in mare a 4 km dalla costa di Cirò Marina il giacimento "Lavinia", in acque con profondità compresa tra 70 m e 150 m.
Da molti anni Cirò Marina è diventata una meta turistica balneare, ottenendo nel 2021 per la 21ª volta la Bandiera Blu, e nel 2021 per la nona volta la Bandiera Verde delle spiagge.

## Infrastrutture e trasporti

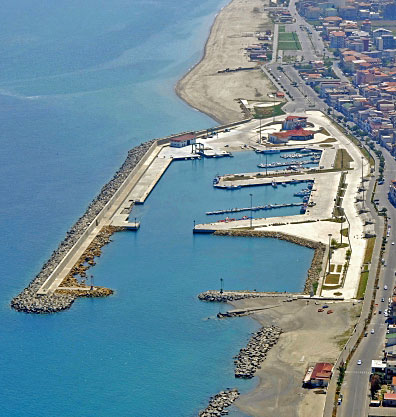
Vista del porto di Cirò Marina.

Cirò Marina è servita dalla Strada statale 106 Jonica e dalla vicina stazione di Cirò, posta sulla linea complementare Jonica.
Il porto, destinato alla pesca locale e al diporto, si compone di due darsene e un bacino di espansione, un molo foraneo principale, un molo di sottoflutto e due banchine. Due pontili galleggianti consentono l'ormeggio di 342 imbarcazioni da diporto fino a 15 m. L'opera, finanziata nel 1986, è stata completata nel 2001 e ristrutturata nel 2011 dopo i gravi danni dovuti alla violenta mareggiata del 2009.
Nella zona industriale, a sud del comune, si trova un'elisuperficie di 900 mq utilizzata per il servizio di elisoccorso. La struttura è attrezzata per avere operatività sia diurna che notturna. La base è dotata di un magazzino adattato ad hangar per il ricovero dell'elicottero.

## Amministrazione
| Periodo          | Periodo          | Primo cittadino                                                       | Partito                          | Carica                    | Note   |
| ---------------- | ---------------- | --------------------------------------------------------------------- | -------------------------------- | ------------------------- | ------ |
| 10 novembre 1952 | 16 febbraio 1954 | Fortunato Fazio                                                       |                                  | sindaco                   |        |
| 16 febbraio 1954 | 3 luglio 1961    | Carmine Basile                                                        |                                  | sindaco                   |        |
| 3 luglio 1961    | 21 giugno 1966   | Corrado Pugliese                                                      |                                  | sindaco                   |        |
| 21 giugno 1966   | 8 novembre 1968  | Alfonso Mingrone                                                      |                                  | sindaco                   |        |
| 8 novembre 1968  | 21 luglio 1969   |                                                                       |                                  | commissario straordinario |        |
| 21 luglio 1969   | 16 ottobre 1969  | Giuseppe Malena                                                       |                                  | sindaco                   |        |
| 16 ottobre 1969  | 6 giugno 1972    | Domenico Vitetti                                                      |                                  | sindaco                   |        |
| 6 giugno 1972    | 2 novembre 1973  | Giuseppe Spatafora                                                    |                                  | sindaco                   |        |
| 2 novembre 1973  | 20 febbraio 1975 | Nunzio Musumeci                                                       |                                  | commissario straordinario |        |
| 20 febbraio 1975 | 21 gennaio 1978  | Nicodemo Filippelli                                                   |                                  | sindaco                   |        |
| 21 gennaio 1978  | 17 marzo 1979    | Domenico Vitetti                                                      |                                  | sindaco                   |        |
| 17 marzo 1979    | 17 aprile 1980   | Nicodemo Filippelli                                                   |                                  | sindaco                   |        |
| 17 aprile 1980   | 13 agosto 1980   | Giuseppe Leto                                                         |                                  | sindaco                   |        |
| 13 agosto 1980   | 26 gennaio 1984  | Umberto Baffa                                                         |                                  | sindaco                   |        |
| 26 gennaio 1984  | 2 luglio 1985    | Francesco Ierise                                                      |                                  | sindaco                   |        |
| 2 luglio 1985    | 30 luglio 1986   | Corrado Pugliese                                                      |                                  | sindaco                   |        |
| 30 luglio 1986   | 31 maggio 1988   | Raffaele Malena                                                       |                                  | sindaco                   |        |
| 31 maggio 1988   | 20 ottobre 1989  | Giuseppe Russo                                                        |                                  | sindaco                   |        |
| 20 ottobre 1989  | 5 giugno 1990    | Corrado Pugliese                                                      |                                  | sindaco                   |        |
| 5 giugno 1990    | 16 gennaio 1993  | Luigi Ruggiero                                                        |                                  | sindaco                   |        |
| 16 gennaio 1993  | 23 aprile 1995   | Nicodemo Filippelli                                                   | lista civica                     | sindaco                   |        |
| 23 aprile 1995   | 13 giugno 1999   | Giuseppe Astorino                                                     | L'Ulivo                          | sindaco                   |        |
| 13 giugno 1999   | 23 febbraio 2001 | Antonio Facente                                                       | lista civica                     | sindaco                   |        |
| 23 febbraio 2001 | 13 maggio 2001   | Francesco Cupido                                                      |                                  | commissario straordinario | [ 37 ] |
| 13 maggio 2001   | 29 maggio 2006   | Nicodemo Filippelli                                                   | L'Ulivo                          | sindaco                   |        |
| 29 maggio 2006   | 16 maggio 2011   | Nicodemo Parrilla                                                     | lista civica                     | sindaco                   |        |
| 16 maggio 2011   | 22 ottobre 2015  | Roberto Siciliani                                                     | lista civica "Unione Popolare"   | sindaco                   |        |
| 22 ottobre 2015  | 5 giugno 2016    | Massimo Mariani                                                       |                                  | commissario straordinario | [ 38 ] |
| 5 giugno 2016    | 9 gennaio 2018   | Nicodemo Parrilla                                                     | lista civica "Provincia in Rete" | sindaco                   |        |
| 9 gennaio 2018   | 5 ottobre 2020   | Giuseppe Gualtieri Gianfranco Ielo Francesco Zito Girolamo Bonfissuto |                                  | commissario straordinario | [ 39 ] |
| 5 ottobre 2020   | in carica        | Sergio Ferrari                                                        | lista civica di centro-destra    | sindaco                   |        |

### Gemellaggi
- Supino, dall'8 maggio 2007
- San Cataldo, dall'8 maggio 2013
- Iževsk, dal 2017[40]

## Sport
L'ASD Cirò Marina che ha trascorso numerose stagioni tra i massimi campionati dilettantistici regionali e nazionali. Disputa le partite casalinghe nello stadio Comunale Punta Alice. Il colore della squadra è il granata. Milita in Prima Categoria Calabria 

### Altro
- Softair: A.S.D. Krimisa K. Softair fondato nel 2007;
- Tennistavolo: A.S.D. Tennis Tavolo Krimisa;
- TennisClub Cirò Marina A.S.D. riconosciuta dal Coni ed affiliata ANSPI;
- Calcio a 5: Hellas Cirò Marina Calcio a 5 milita nella stagione 2012/2013 nel campionato regionale di Serie D "Girone A". La squadra disputa le partite casalinghe nel Palazzetto Comunale di Cirò Marina;
- Pallavolo: L'Asd Volley Fidelis Cirò Marina milita nella stagione 2012/2013 nel campionato regionale di Serie D "Girone A". La squadra disputa le partite casalinghe nel Palazzetto Comunale di Cirò Marina. La Polisportiva Punta Alice milita nel campionato di seconda divisione. La squadra disputa le partite casalinghe nel Palazzetto Comunale di Cirò Marina;

### Impianti sportivi
- Stadio Comunale di Cirò Marina in erba sintetica
- Campo da Calcio in terra battuta
- Palazzetto dello Sport in parquet
- Campi da Tennis due in erba sintetica
- Piscina Comunale[41]
- Campo di basket in cemento